# Macroteleia insularis
Macroteleia insularis är en stekelart som först beskrevs av Jean Risbec 1957.  Macroteleia insularis ingår i släktet Macroteleia och familjen Scelionidae. Inga underarter finns listade i Catalogue of Life.